# Benjamin Pavard
Benjamin Jacques Marcel Pavard (Maubeuge, Francuska, 28. ožujka 1996.) je francuski nogometaš i nacionalni reprezentativac. Trenutno igra za Inter Milan, dok je s Francuskom osvojio naslov svjetskog prvaka 2018. godine. Često ga se naziva novim Thuramom.

## Karijera

### Klupska karijera
Pavard je rođen u Maubeugeu na sjeveru zemlje, uz belgijsku granicu. Nogomet je kao dijete počeo igrati u Jeumontu u kojem je karijeru započeo slavni napadač Jean-Pierre Papin. U dobi od devet godina pridružio se Lilleovoj školi nogometa te je ondje napravio i prve profesionalne korake. Ondje je dobio mogućnost igranja nakon što se povrijedio Marko Baša, međutim, tijekom sezone 2015./16., novi trener Frédéric Antonetti je preferirao Bašu i Civellija. Nezadovoljan malom minutažom, Pavard u ljeto 2016. napušta klub te prelazi u njemački VfB Stuttgart. Vrijednost transfera iznosila je pet milijuna eura.
Igrač se u novom klubu izborio za svoje mjesto u prvom sastavu te je tijekom debitantske sezone osvojio drugu Bundesligu a time i plasman u viši rang. U drugoj sezoni proglašen je igračem mjeseca (veljača 2018.) te je odigrao svaku bundesligašku utakmicu, ostvarivši rekord prvenstva. Igrač je s klubom ispao u niži rang natjecanja nakon sezone 2018./19. i izgubljenog play-offa protiv Union Berlina.
Početkom siječnja 2019. Pavarda kupuje bavarski gigant Bayern s kojim potpisuje petogodišnji ugovor. Svoj debi za novi klub imao je u utakmici Superkupa kada je ušao u igru umjesto Thiaga.

### Reprezentativna karijera
Pavard je nastupao za francuske U19 i U21 reprezentacije dok ga je izbornik Didier Deschamps izabrao 6. studenog 2017. za prijateljske utakmice protiv Walesa i Njemačke. Nakon četiri dana Pavard je ostvario svoj debi za Tricolore kada je na Stade de Franceu ušao u igru kao zamjena za Jalletu.
Kasnije ga je Deschamps uveo na konačni popis reprezentativaca za Svjetsko prvenstvo 2018. na kojem su Francuzi stigli do drugog naslova svjetskog prvaka. Sam igrač pokazao se kao najugodnije iznenađenje turnira iako je uoči njega bio nepoznat. Primarna pozicija mu je ona stoperska, međutim ondje su igrali Varane i Umtiti tako da ga je Deschamps stavio na mjesto desnog beka i pogodio. Kao redoviti prvotimac odlično je igrao i u napadu i u obrani a njegov pogodak Argentini bio je spektakularan (ujedno je proglašem najgolom prvenstva). Odigrao je šest od sedam francuskih dvoboja kao starter (izuzev posljednje utakmice skupine protiv Danske gdje je Deschamps odmarao prvu momčad). Zbog toga ga se počelo povezivati s Bayernom (što je kasnije i realizirano) ali i premijerligašima Arsenalom i Liverpoolom dok ga je talijanski Calcio Mercato povezivao s Tottenhamom i Napolijem.

#### Pogodci za reprezentaciju
| #  | Datum            | Mjesto                       | Protivnik | Pogodak | Rezultat | Natjecanje        |
| -- | ---------------- | ---------------------------- | --------- | ------- | -------- | ----------------- |
| 1. | 30. lipnja 2018. | Arena Kazanj, Kazanj, Rusija | Argentina | 2:2     | 4:3      | SP u Rusiji 2018. |

## Osvojeni trofeji

### Klupski trofeji
| Klub          | Trofej        | Godina    |
| Njemačka      | Njemačka      | Njemačka  |
| ------------- | ------------- | --------- |
| VfB Stuttgart | 2. Bundesliga | 2016./17. |

### Reprezentativni trofeji
| Turnir      | Trofej | Godina |
| ----------- | ------ | ------ |
| SP u Rusiji | Zlato  | 2018.  |

### Ordeni
Chevalier of the Légion d'honneur: 2018.

## Vanjske poveznice
- Profil igrača  Arhivirana inačica izvorne stranice od 26. srpnja 2020. (Wayback Machine) na web stranicama Francuskog nogometnog saveza
- Profil igrača na Transfermarkt.com